# Lim Zoong-sun
Lim Zoong-sun (16 de julho de 1943) - é um ex-jogador de futebol norte-coreano, que atuava como defensor

## Carreora
Lim Zoong-sun fez parte do histórico elenco da Seleção Norte-Coreana de Futebol, na Copa do Mundo de 1966.